# Lepidodexia guatemalteca
Lepidodexia guatemalteca är en tvåvingeart som beskrevs av Guilherme A.M.Lopes 1985. Lepidodexia guatemalteca ingår i släktet Lepidodexia och familjen köttflugor.
Artens utbredningsområde är Guatemala. Inga underarter finns listade i Catalogue of Life.